# Municipio de Bliss
El municipio de Bliss (en inglés: Bliss Township) es un municipio ubicado en el condado de Emmet en el estado estadounidense de Míchigan. En el año 2010 tenía una población de 620 habitantes y una densidad poblacional de 5,2 personas por km².

## Geografía
El municipio de Bliss se encuentra ubicado en las coordenadas 45°41′48″N 84°55′10″O / 45.69667, -84.91944. Según la Oficina del Censo de los Estados Unidos, el municipio tiene una superficie total de 119.21 km², de la cual 113,07 km² corresponden a tierra firme y (5,14 %) 6,13 km² es agua.

## Demografía
Según el censo de 2010, había 620 personas residiendo en el municipio de Bliss. La densidad de población era de 5,2 hab./km². De los 620 habitantes, el municipio de Bliss estaba compuesto por el 87,74 % blancos, el 0,48 % eran afroamericanos, el 6,61 % eran amerindios, el 0,16 % eran de otras razas y el 5 % eran de una mezcla de razas. Del total de la población el 1,13 % eran hispanos o latinos de cualquier raza.